# سبورینو
سبورینو (به بلغاری: Sborino) یک منطقهٔ مسکونی در بلغارستان است که در ایوالوفگراد واقع شده‌است.